# 23776 Gosset
23776 Gosset (1998 QE) là một tiểu hành tinh vành đai chính được phát hiện ngày 17 tháng 8 năm 1998 bởi P. G. Comba ở Prescott.